# Cyphura gutturalis
Cyphura gutturalis är en fjärilsart som beskrevs av Swinhoe 1916. Cyphura gutturalis ingår i släktet Cyphura och familjen Uraniidae. Inga underarter finns listade i Catalogue of Life.